# サマンサタバサ
サマンサタバサは、株式会社サマンサタバサジャパンリミテッドが企画・製造・販売を行っている小物・ジュエリー、ゴルフウェア・特にバッグのブランドである。

## 概要
バッグの輸入会社を経営していた創業者寺田和正が、1994年（平成6年）設立した企業。若い女性向けの商品を主に展開している。
社名に「ジャパンリミテッド」とあるため、外資系企業の日本法人のように思えるが、日本の企業。「ジャパンリミテッド」と付いているのは、国際的なブランドにする意志を表している。『奥さまは魔女』の登場人物名（ヒロインの名がサマンサ、その娘がタバサ）とは無関係で、類似したのは偶然、としている一方、社名の具体的な出典は明かされていない。なお、ドラマの役名のつづりはTabithaであるが発音はタバサに近い。
旗艦店は、2005年（平成17年）4月にオープンした「サマンサタバサデラックス表参道GATE店」。2006年（平成18年）には、日本国外初の路面店を、ニューヨークのマディソンアベニューに出店を果たした。
プロモーションモデルには、ヒルトン姉妹やヴィクトリア・ベッカムを始めとした海外のセレブを当時の社長が自ら交渉し、積極的に起用するなど、国内のみにとらわれず、海外への戦略志向も強い。
2019年には株式会社コナカと資本業務提携を結び、2020年7月に株式会社コナカの連結子会社となった。

## 事業部
1. サマンサタバサカンパニー事業部
2. サマンサタバサデラックスカンパニー事業部
3. サマンサタバサネクストページカンパニー事業部
4. サマンサタバサプチチョイスカンパニー事業部
5. サマンサベガカンパニー事業部
6. サマンサティアラカンパニー事業部
7. サマンサシルヴァカンパニー事業部
8. キングズカンパニー事業部
9. アンドシュエットカンパニー事業部
10. ゴルフカンパニー事業部
11. フィットハウス事業部

## 沿革
- 1991年10月 - バッグの輸入・販売を行う株式会社マックナブトレーディングを設立。
- 1994年
  - 3月 - 寺田和正の100%出資により、株式会社サマンサタバサジャパンリミテッド設立。
  - 4月 - 1号店（渋谷パルコ店）オープン。
- 1995年9月 - 広告代理業を行う100%子会社の株式会社マクナリーを設立。
- 2000年10月 - 株式会社マックナブトレーディングが、株式会社サマンサタバサに商号変更し、商品開発と店舗運営を行うようになる。
- 2001年2月 - 株式会社サマンサタバサが、株式会社テラダ・アンド・サンズを子会社化し、株式会社テラダ・アンド・サンズが店舗管理業務を行うようになる。
- 2002年9月 - 初の路面店（心斎橋店）をオープン
- 2003年
  - 6月 - ジュエリー事業を開始。
  - 12月 - 株式会社テラダ・アンド・サンズの株式を、株式会社サマンサタバサから株式会社サマンサタバサジャパンリミテッドに譲渡して、完全子会社化。
- 2004年
  - 3月 - 株式会社サマンサタバサジャパンリミテッドが、株式会社サマンサタバサ、株式会社マクナリー、株式会社テラダ・アンド・サンズの3社を吸収合併。本社を港区北青山に移転。
  - 9月 - 東京・銀座に路面店オープン。
- 2005年
  - 4月 - 旗艦店となるサマンサタバサデラックス表参道GATES店がオープン。
  - 10月 - モバイルサイト（サマンサタバサワールドウォーカー）をオープン。
  - 12月 - 東証マザーズに上場。
- 2007年
  - 3月 - 株式会社メッセージ（後の株式会社バーンデストジャパンリミテッド、現：株式会社バーンデストローズジャパンリミテッド）を子会社化し、アパレル事業に進出。
  - 4月 - スタイライフ株式会社を子会社化。
- 2008年11月 - セレクトショップEiGHT MiLLiONを展開。
- 2012年5月 - スタイライフ株式会社が持分法適用関連会社となる（2013年3月全株式売却）。
- 2013年
  - 3月 - ノーマディック株式会社を子会社化。
  - 6月 - 株式会社ラ・エスト（後の株式会社レストローズ）を子会社化。
- 2014年5月 - 株式会社エストを子会社化。
- 2015年
  - 4月 - 株式会社バーンデストジャパンリミテッドが株式会社レストローズを吸収合併し、株式会社バーンデストローズジャパンリミテッドに商号変更。
  - 11月 - Samantha Thavasa China LimitedがSamantha Thavasa Shanghai Trading Limitedの全株式を取得し、同社を子会社化。株式会社サマンサタバサリゾートを、当社に吸収合併。
- 2015年12月 - アパレルの香港初出店として、香港大型商業施設「ハーバーシティ」の『SHIBUYA109（香港・ハーバ ーシティ店）』にバッグ・アパレルブランド4店舗（サマンサベガ、レディアゼル、ミューラーの香港版であるMLP、シークレットハニー）を出店。
- 2016年11月 - 当社グループの旗艦店となる「サマンサタバサ 表参道 GATES ポップアップデジタルストア」を出店。
- 2017年
  - 4月 - 本社を東京都港区麻布に移転。
  - 5月 - 中東エリア初となるアラブ首長国連邦（UAE）に「サマンサタバサ ロビンソンズ ドバイ店」を出店[2] 。
- 2019年
  - 4月12日、サマンサタバサジャパンリミテッド総株式の62.60％に当たる2209万3200株を保有していた寺田和正は約半数を売り出した[3]。株式の移動後は全体の31.30％に当たる1104万6600株を保有する[3]。売り出した株式は、市場外の相対取引によって湖中謙介（紳士服チェーンのコナカの社長兼最高経営責任者（CEO））に譲渡される[3]。なお、株式譲渡後は寺田和正と湖中謙介の株式保有数が同数となり、両者とも筆頭株主となる[3]。
  - 4月25日、創業者の寺田和正が社長を退任[3]。
  - 6月21日、湖中謙介が寺田和正から34億円でサマンサタバサジャパンリミテッド株を取得[4]。
  - 9月2日、コナカは、湖中謙介が保有するサマンサタバサジャパンリミテッドの株式を全て取得し、持分法適用会社化すると発表[5]。株式取得日は9月末日[5]。
  - 9月17日、コナカが湖中謙介（コナカの社長兼最高経営責任者（CEO））の保有する31.3%のサマンサタバサジャパンリミテッド株全てを33億円で取得[4]。
  - 9月18日、紳士服のコナカと服飾雑貨のサマンサタバサジャパンリミテッドは資本業務提携で合意したと発表[4]。
- 2020年
  - 5月1日、コナカ、持ち分法適用関連会社となっていたサマンサタバサジャパンリミテッドと連結子会社のフィットハウスの合併を同年7月1日に行うことを発表した。コナカの議決権所有割合は59.09％に上昇し、サマンサタバサはコナカの連結子会社となる[6]。
- 2024年
  - 2月20日、株式交換により7月1日付でサマンサタバサジャパンリミテッド（以下、当社）をコナカの完全子会社とする形での経営統合に向け同社と基本合意[7]。
  - 6月27日、東証グロース市場上場廃止。
  - 7月1日、株式交換によりコナカの完全子会社となる[1]。

## 子会社
- 株式会社バーンデストローズジャパンリミテッド - アパレル事業の100%子会社。1976年設立。ミューズである蛯原友里の双子の妹・蛯原英里が一時期プレスとして勤務していた。
- 株式会社STK
- SAMANTHA THAVASA USA,INC.
- Samantha Thavasa Singapore Pte.Ltd.
- Samantha Thavasa China Limited
- Samantha Thavasa Shanghai Trading Limited
- STL Co., Ltd.

## 展開ブランド
- Samantha Thavasa（サマンサタバサ） - 「エレガントで上品なファッション性」をコンセプトにしたメインのブランド。ビヨンセ、ヴィクトリア・ベッカム、マリア・シャラポワ、ペネロペ・クルス、モニカ・クルス、サラ・ジェシカ・パーカーとのコラボレーションも行う。
- Samantha Vega（サマンサベガ） - 「元気でキュート、実用性、トレンド感」をコンセプトにした大人のカジュアルスタイルのブランド。道端ジェシカとのコラボレーションも行う。
- SAMANTHA THAVASA NEW YORK（サマンサタバサニューヨーク） - 「都会的でスタイリッシュ」をコンセプトにしたブランド。ニッキー・ヒルトン（ヒルトン姉妹の妹）とのコラボレーションも行う。
- Samantha Thavasa Deluxe（サマンサタバサデラックス） - 「ラグジュアリー」をコンセプトにしたブランド。蛯原友里とのコラボレーションも行う。
- Violet Hànger（バイオレットハンガー） - 「知的でかっこいい」をコンセプトにしたブランド。
- Samantha Tiara（サマンサティアラ） - ジュエリーブランド。イ・ビョンホンとのコラボレーション。
- SAMANTHA SILVA（サマンサシルヴァ） - シルバージュエリーブランド
- Samantha Thavasa Petit Choice（サマンサタバサプチチョイス） - 小物専用ブランド
- STNY（エスティニー） - モバイル専用ブランド
- SAMANTHA KINGZ（サマンサキングズ） - 若年男性向けメンズブランド（バッグ・ジュエリー）
- VAID（ヴェイド） - イタリアの名門ジュエリーメーカー。

## テレビ番組
- 日経スペシャル カンブリア宮殿 「セレブを魅了！世界ブランドを作る男」（2006年11月13日、テレビ東京）- サマンサタバサ ジャパンリミテッド社長 寺田和正出演[8]。

## 書籍

### 関連書籍
- 『サマンサタバサ 世界ブランドをつくる』（著者:寺田和正）（2007年7月26日、日本経済新聞社出版局）ISBN 978-4532313418
- 『3年に一度は「勝利の方程式」を変えなさい』（著者:寺田和正）（2009年7月20日、サンマーク出版）ISBN 978-4763199287